# Rappen
Rappen è una moneta di piccolo taglio che era usata nella Germania meridionale, in parte della Svizzera e nell'Alsazia meridionale.
Attualmente è il nome tedesco della moneta da un centesimo di Franco svizzero. Il plurale è invariato e quindi rimane "Rappen". In francese il nome della moneta è centime (pl. "centimes"), in Italiano, centesimo ("centesimi") e in romancio: rap (pl. raps).

## Storia

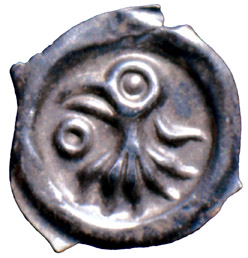
Freiburg im Breisgau: un Rappenpfennig di Friburgo (ca. 1290).

L'origine del nome della moneta è interpretata etimologicamente in diversi modi.
In precedenza si riteneva che il nome derivasse da un Pfennig coniato per la prima volta a Friburgo in Brisgovia nel XIII secolo oppure dall'aquila rappresentata sul Rappen di Colmar (Colmar Rappen). Su queste era raffigurata un'aquila che dopo poco divenne un corvo (Raben in tedesco). Un'altra ipotesi era che derivasse dal Pfennig del Conte di Rappoltstein che presentava una testa di corvo.
Attualmente si pensa invece che in nome sia stato causato dal colore scuro delle monete a causa della scarso titolo d'argento. In Alto tedesco antico (Althochdeutsch) "rapp" significa "scuro" e attualmente "Rappe" è il termine usato per indicare il "cavallo scuro". (v. wiktionary)
A prescindere dall'etimologia è sicuro che il (Raben-) Pfennig, si diffuse nell'Alto-Reno e che diede nome al Rappenmünzbund.
Il Rappen era anche chiamato Zweilinge (zwei = due) perché un Rappen valeva due Pfennig.
Nella cosiddetta Lega del Rappen (Rappenmünzbund) del 1377 si riunirono numerose zecche tra cui il vescovo di Basilea anche per le sue zecca di Breisach; in Alsazia aderirono Colmar e Thann, dall'attuale Svizzera la città di Basilea,  Sciaffusa, Zofingen, Zurigo, Berna, Soletta ed inoltre Friburgo e altri comuni nella Brisgovia e nel Sundgau in Alsazia.
L'obiettivo era avere una moneta comune e favorire quindi i commerci.
Il Rappenpfennig fu quindi scelto inizialmente come unità monetaria principale. Nel 1584 la Lega fu sciolta.

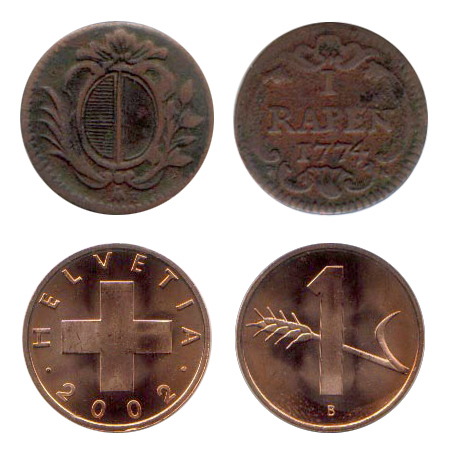
Un Rappen di Lucerna del 1774 ed un Rappen svizzero attuale.

La maggior parte dei cantoni svizzeri continuarono a coniare Rappen. Nel  1798, nella Repubblica Elvetica fu introdotto il franco svizzero, diviso in 100 Rappen.
Questa valuta non riuscì a sostituire completamente le valute dei singoli cantoni. Dopo la fine della Repubblica Elvetica i cantoni coniarono sia Rappen sia altre monete spicciole che variavano da cantone a cantone.
In seguito alla creazione dello stato federale, nel 1850 fu introdotto come valuta svizzera l'attuale franco svizzero che aveva lo stesso valore del franco francese ma valeva circa lo 0,7 della precedente moneta svizzera dallo stesso nome. Di conseguenza fino allo scioglimento dell'Unione monetaria latina il Rappen corrispondeva al francese Centime. Per questo motivo anche ora il Rappen in francese si chiama centime e in italiano centesimo.

## Oggi
Attualmente le Svizzera conia monete da 1, 5, 10 e 20 Rappen. Inoltre anche la moneta da ½-franco (questo è il nome ufficiale), è considerata una moneta da 50 Rappen. La coniazione delle monete da 2 Rappen è terminata nel 1974. Il pezzo da 1 Rappen, di bronzo, non ha alcun valore pratico nella circolazione monetaria svizzera e viene venduto, dalla Swissmint ai collezionisti al prezzo di 4 Rappen. Il nome colloquiale per il pezzo da 1 Rappen è Räppler, mentre i multipli del Rappen in alemanno sono soprannominati füfi (oppure secondo il dialetto föifi, fünfi, fünfer, föifer), zähni, zwänzgi e füfzgi.

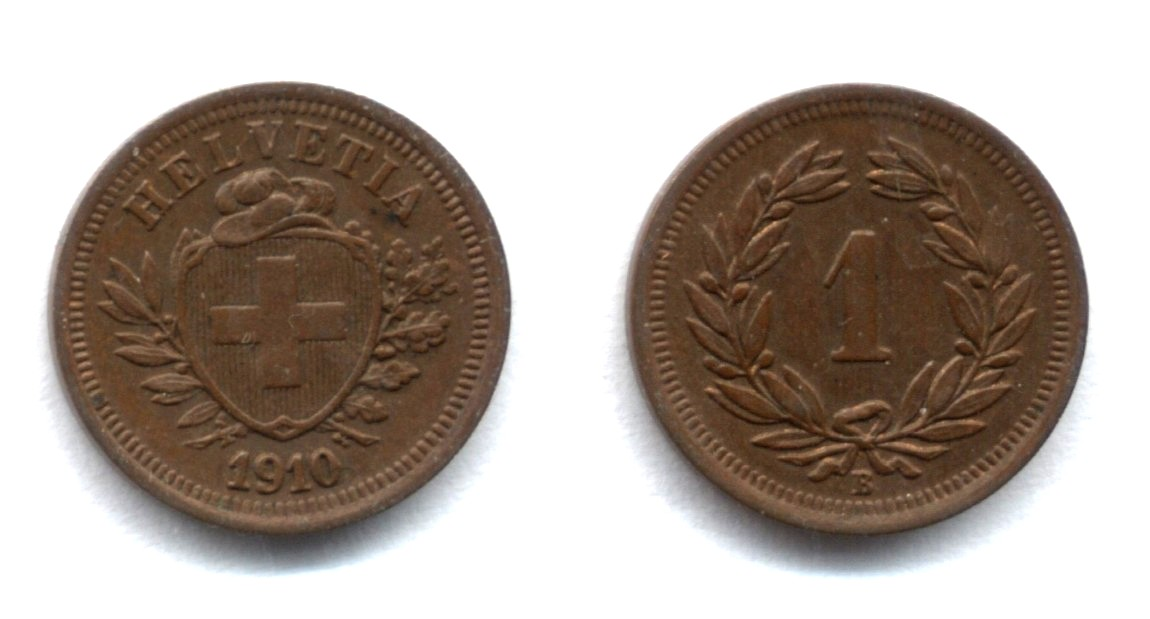
Confederazione Elvetica: Rappen del 1910.

Per qualche tempo la Swissmint ha progettato di togliere dalla produzione i pezzi a 1 e da 5 Rappen, poiché il costo della loro produzione è superiore al loro valore nominale. La produzione di una moneta da 1 Rappen ne costa 12, mentre quella da 5 ne costa 6. Eliminando la loro produzione si risparmierebbero circa 300 000 franchi svizzeri. Mentre sull'eliminazione della moneta da 1 Rappen nessuno pone obiezioni, molte organizzazioni si oppongono alla soppressione della moneta da 5 Rappen perché temono un aumento dei prezzi causato dalla sparizione di questa moneta.
Secondo le decisioni della Swissmint, il pezzo da 1 Rappen non sarà più prodotto dopo il 1º gennaio 2007.